# 文人画

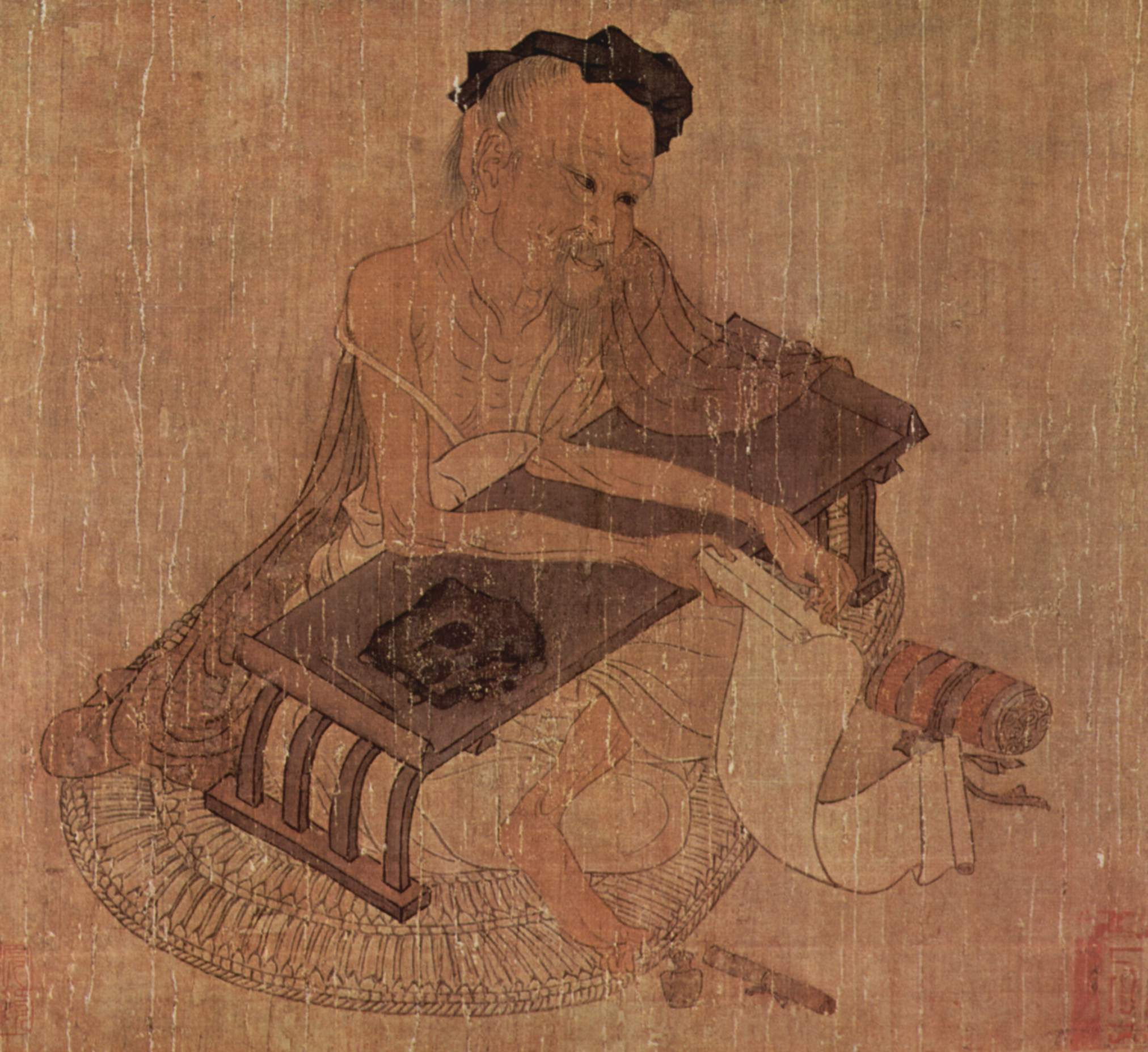
王维《伏生受经图》

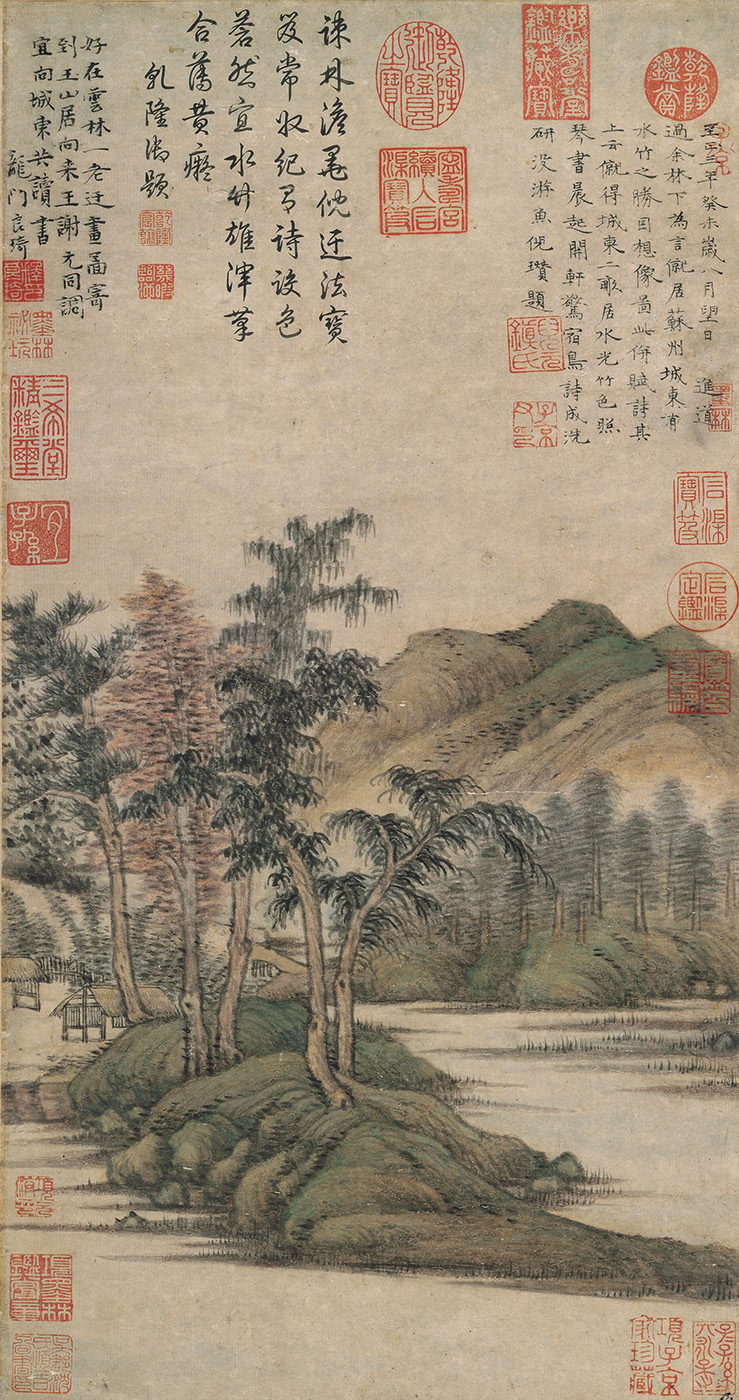
倪瓚《水竹居图》

文人画亦称“士人画”。中国传统绘画及東亞其他地區唐畫的重要流派，泛指中国古代社会中文人、士大夫的绘画，以别于宫廷绘画（院畫）和民间绘画。
文人畫的歷史，大多數的研究多起於宋代。北宋蘇軾所提倡的「墨戲」、“士人画”，被認為是文人畫的濫觴。到了北宋末期，米芾、米友仁父子的橫點山水畫（後世稱之為米點皴、米家山）被視作文人畫山水最早的典型。*南宋的文人畫發展上看不出明顯的傳承，反而今日可以看到金代畫家武元直的《赤壁圖》、王庭筠的《幽竹枯槎圖》、李山的《風雪山松圖》等，繼承北宋文人的繪畫風格，發展出有別於南宋院畫的體系。明代董其昌提出“文人画”一词，推唐代王维为始祖。文人画家讲究全面的文化修养，提倡“读万卷书，行万里路”，必须诗、书、画、印相得益彰，人品、才情、学问、思想缺一不可。在题材上多为山水、花鸟以及梅兰竹菊一类，他们强调气韵和笔情墨趣，多为抒发“性灵”之作，标举“士气”、“逸品”，注重意境的缔造。

## 延伸閱讀
- 何沛雄：〈文人画与文人画传统——对20世纪中国画史研究中一个概念的界定 （页面存档备份，存于）〉。
- 蔡星仪：〈白阳之“仙”与青藤之“禅”——兼论文人画之主流与潜变 （页面存档备份，存于）〉。
- 森正夫：〈明末清初中國的“文人畫＂到江戸時代日本的“南畫＂─關於它的時間間隔─ （页面存档备份，存于）〉。